# Црвена крвна зрнца
Црвена крвна зрнца (ЦКЗ), називају се и црвеним зрнцима, црвеним крвним телима (код људи или других животиња које немају једро у црвеним крвним зрнцима), хематидима, еритроидним ћелијама или еритроцитима (од грчког erythros за „црвени“ и kytos за „шупљу посуду“, са -cyte у савременој употреби преведено као „ћелија”), су најчешћи тип крвних ћелија које немају једро и органеле. Имају улогу у транспорту гасова за шта им помаже хемоглобин за кога се вежу гасови. Оне садрже гвожђе које им даје црвену боју. Временом се троше а истрошени се разграђују у слезини и јетри. ЦКЗ узмају кисеоник у плућима или у шкргама код риба и преносе га у ткива док пролазе кроз капиларе тела.
Свако људско црвено крвно зрнце садржи приближно 270 милиона молекула хемоглобина. Ћелијска мембрана се састоји од протеина и липида, а ова структура пружа својства неопходна за физиолошку функцију ћелија, као што су деформабилност и стабилност, док пролазе кроз циркулаторни систем и посебно капиларну мрежу.
Код људи су зреле црвене крвне ћелије флексибилни и овални биконкавни дискови. Недостаје им ћелијско једро и већина органела, како би прилагодили максималан простор за хемоглобин; оне се могу посматрати као вреће са хемоглобином, при чему је врећа плазматска мембрана. Приближно 2,4 милиона нових еритроцита се производе у секунди код одраслих људи. Ћелије се развијају у коштаној сржи и циркулишу око 100–120 дана у телу пре него што макрофаги рециклирају њихове компоненте. Свака циркулација траје око 60 секунди (један минут). Отприлике 84% ћелија у људском телу чини 20–30 билиона црвених крвних зрнаца.
 Скоро половину запремине крви (40% до 45%) чине црвена крвна зрнца. Број еритроцита се увек помсатра заједно са хемоглобином и хематокритом. Сам број еритроцита нема велику дијагностичку вредност, јер и минималне промене у волумену плазме (дехидратација, дијареја и сл.) мењају њихов број.

## Грађа и изглед
Еритроцити су ћелије облика биконкавног сочива. Просечан дијаметар им износи око 7,8 μm а дебљина 2,4 μm на периферији, односно 1 μm или мање у централном делу ћелије. Овакав облик им даје максималну еластичност и савитљивост, омогућавајући еритроцитима да прођу и кроз веома уске капиларне просторе без руптуре ћелијске мембране. Осим прилагодљивости лумену капилара, овакав облик условљава и увећану површину што дозвољава ефикасну и брзу размену гасова. Зрели еритроцити садрже око 70% воде, а преосталу количину чини углавном респираторни пигмент хемоглобин. Ћелија се састоји од мембране (липопротеинске структуре) и цитоплазме без једра и већине других ћелијских органела. Ћелијска опна еритроцита је веома динамична структура, важна за одржавање његовог живота. Она осигурава облик и пластичност црвених крвних зрнаца и стабилност њихове унутрашње средине. Концентрација хемоглобина се креће од 140g/l (код жена) до 160g/l крви (код мушкараца).

### Кичмењаци
Велика већина кичмењака, укључујући сисаре и људе, има црвене крвне ћелије. Црвене крвне ћелије су ћелије присутне у крви ради транспорта кисеоника. Једини познати кичмењаци без црвених крвних зрнаца су крокодилске ледене рибе (породица Channichthyidae); оне живе у веома кисеоником богатој хладној води и преносе кисеоник слободно растворен у крви. Иако више не користе хемоглобин, у њиховом геному се могу наћи остаци гена хемоглобина.
Црвена крвна зрнца кичмењака углавном се састоје од хемоглобина, сложеног металопротеина који садржи хем групе чији се атоми гвожђа привремено везују за молекуле кисеоника (O2) у плућима или шкргама и ослобађају га широм тела. Кисеоник се лако може дифундирати кроз ћелијску мембрану црвених крвних зрнаца. Хемоглобин у црвеним крвним зрнцима такође враћа део отпадног производа угљен-диоксида из ткива; већина отпадног угљен-диоксида се, међутим, транспортује назад у плућне капиларе плућа као бикарбонат (HCO3−) растворен у крвној плазми. Миоглобин, једињење сродно хемоглобину, омогућава складиштење кисеоника у мишићним ћелијама.
Боја црвених крвних зрнаца потиче од хемске групе хемоглобина. Сама крвна плазма је боје сламе, док црвене крвне ћелије мењају боју у зависности од стања хемоглобина: кад је комбинован са кисеоником резултирајући оксихемоглобин је гримизан, а када се ослободи кисеоник, деоксихемоглобин је тамноцрвене бордо боје. Међутим, крв може изгледати плавкасто када се посматра кроз зид крвног суда и коже. Пулсна оксиметрија користи предност промене боје хемоглобина за директно мерење засићености артеријске крви кисеоником користећи колориметријске технике. Хемоглобин такође има веома висок афинитет за угљен-моноксид, формирајући карбоксихемоглобин који је врло јарко црвене боје. Зајапурени, збуњени пацијенти са очитањем засићења од 100% на пулсној оксиметрији понекад бивају дијагнозирани да пате од тровања угљен-моноксидом.
Поседовање протеина који преносе кисеоник унутар специјализованих ћелија (за разлику од носача кисеоника који се растварају у телесној течности) био је важан корак у еволуцији кичмењака, јер омогућава постојање мање вискозне крви, веће концентрације кисеоника и бољу дифузију кисеоника из крви до ткива. Величина црвених крвних зрнаца варира међу врстама кичмењака; ширина црвених крвних зрнаца је у просеку за око 25% већа од пречника капилара и претпоставља се да то побољшава пренос кисеоника из црвених крвних зрнаца у ткива.

### Сисари
Црвене крвне ћелије сисара су обично обликоване као биконкавни дискови: спљоштени и удубљени у средини, са попречним пресеком у облику тега и ободом у облику торуса на ивици диска. Овај облик омогућава висок однос површине и запремине (SA/V) како би се олакшала дифузија гасова. Међутим, постоје неки изузеци који се односе на облик у артиодактилском реду (парнопрсти копитари, укључујући говеда, јелене и њихове сроднике), који показује широк спектар бизарних морфологија црвених крвних зрнаца: мале и високо овалоидне ћелије код лама и камила (породица Camelidae), ситне сферне ћелије јеленског миша (породица Tragulidae) и ћелије које попримају врпчасте, копљасте, полумесечасте и неправилно полигоналне и друге угаоне облике код јелена и вапита (породица Cervidae). Чланови овог реда јасно су еволуирали начин развоја црвених крвних зрнаца који се битно разликује од норме сисара. Свеукупно гледано, црвене крвне ћелије сисара су изузетно флексибилне и деформабилне како би се провлачиле кроз ситне капиларе, као и да би максимизовале површину на којој леже попримајући облик цигарете, при чему ефикасно ослобађају свој кисеонични терет.
Црвена крвна зрнца сисара јединствена су међу кичмењацима, јер немају једра када сазру. Она имају језгра током раних фаза еритропоиезе, али их истискују током развоја док сазревају; ово пружа више простора за хемоглобин. Црвене крвне ћелије без једара, назване ретикулоцити, након тога губе све остале ћелијске органеле као што су њихови митохондрије, Голџијев апарат и ендоплазматски ретикулум.
Слезина делује као резервоар црвених крвних зрнаца, али овај ефекат је донекле ограничен код људи. Код неких других сисара, попут паса и коња, слезина одваја велики број црвених крвних зрнаца, које се уносе у крв током стреса напора, дајући већи транспортни капацитет.

## Концентрација еритроцита
Број црвених крвних ћелија у здравих особа зависи од пола, старости, надморске висине и бројних других фактора. Просечан број еритроцита код одраслог мушкарца се креће између 4,2 и 5,8×10¹²/l, а код жена између 3,7 и 5,2×10¹²/l крви. Проценат крви који чине еритроцити се назива хематокрит и износи 40-45%.

## Производња еритроцита
У току првих недеља ембрионалног живота црвена крвна зрнца се производе у жуманчаној кеси. Касније ову улогу преузимају јетра, слезина и лимфни чворови, а при крају феталног периода и након рођења еритроцити се стварају у црвеној (хемопоетски активној) коштаној сржи процесом еритроцитопоезе.
Временом се коштана срж дугих костију постепено замењује са масним ткивом, тако да се након двадесете године ове ћелије производе само у мембранозним костима, као што су кичмени пршљенови, ребра, грудна кост и карличне кости.
Сировине потребне за неометану производњу еритроцита су: витамин Б12, фолна киселина, протеини, гвожђе, коштана срж, еритропоетин, очувана слузница желуца итд.

## Улога у организму
Основна улога црвених крвних ћелија је транспорт кисеоника од плућа до ткива (односно ћелија) и угљен-диоксида у обрнутом смеру. Осим тога, оне садрже ензим карбоанхидразу који катализује реакцију између угљен-диоксида и воде. Хемоглобин у еритроцитима је изузетан ацидо-базни пуфер, па су еритроцити одговорни и за највећи део пуферске моћи крви.

## Разградња
Животни век еритроцита износи 100-120 дана. Разградња је последица њиховог „старења“, односно слабљења метаболичких система који одржавају облик и савитљивост ћелијске мембране, транспорт јона кроз мембрану, спречавају оксидацију протеина у цитоплазми и сл.
Постоји пет начина разградње: фрагментација, осмозна лиза, фагоцитоза, цитолиза изазвана комплементом и денатурација хемоглобина.
Већина еритроцита се распада у слезини, приликом проласка кроз црвену пулпу. Приликом прскања ослобађају се хемоглобин и електролити. Од хемоглобина се добија гвожђе и порфирински прстен од кога настаје билирубин, а он се путем жучи избацује из организма.